# Арбеково (Пензенская область)
Арбеково — упразднённый посёлок находивщийся в подчинении Октябрьского района города Пензы Пензенской области России. В 2006 году включён в состав города и исключён из учётных данных.

## География
Посёлок с севера примыкал к железнодорожной ветке Пенза — Ряжск, на расстоянии около 12 км к западу от центра Пензы. В настоящее время предсталяет собой улицу Арбековскую.

## История
Основан в 1-й половине XIX века, как выселок из Конной слободы Пензы.
В 1896 году Арбеков хутор Конной волости Пензенского уезда состоял из 14 дворов.
В 1926 г. числился в составе Маловаляевского сельсовета Пензенской укрупненной волости и состоял из 44 дворов. 
В 1930-е годы образован колхоз им. Кирова.
С 1958 года в составе Богословского сельсовета Пензенского района.
Решением Пензенского облисполкома от 11 мая 1988 г. № 165 посёлок передан в административное подчинение народных депутатов Октябрьского районного Совета г. Пензы, и исключён из Богословского сельсовета Пензенского района.

## Население
| 1864 | 1896 | 1926 | 1939 | 1959 | 2002 |
| ---- | ---- | ---- | ---- | ---- | ---- |
| 54   | ↗80  | ↗249 | ↘185 | ↗308 | ↗368 |